# Taipei Station
Taipei Station, også kaldet Taipei Jernbanestation (臺北火車站, af Taiwan Jernbaneadministration) eller Taipei Hovedstation (af Taipei Metro), henviser til det gamle centrum i Taipei, Taiwan, hvor forskellige udgaver af offentlig transportsystemer samles; stationen er i midten af bydelen. Før færdiggørelsen af Taipei Metros linjeføring til stationen blev stedet kaldt "Taipei Station" eller "Taipei Jernbanestation". Stationen betjener mere end 400.000 passagerer dagligt, inklusive 321.806, der kører med metroen, og 52.313, der kører med højhastighedstog.
Taipei Station og dens omgivelser undergår for nuværende intensive renoveringer. Projekterne indebærer opførelsen af Taoyuan Airport MRT System (planlagt til at være i drift i 2013) og Taipei byport.